# Sibirischer Braunbär
|  | Dieser Artikel wurde aufgrund von formalen oder inhaltlichen Mängeln in der Qualitätssicherung Biologie zur Verbesserung eingetragen. Dies geschieht, um die Qualität der Biologie-Artikel auf ein akzeptables Niveau zu bringen. Bitte hilf mit, diesen Artikel zu verbessern! Artikel, die nicht signifikant verbessert werden, können gegebenenfalls gelöscht werden. Lies dazu auch die näheren Informationen in den Mindestanforderungen an Biologie-Artikel. |

Der Sibirische Braunbär (auch Ostsibirischer Braunbär; wissenschaftlicher Name Ursus arctos beringianus) ist eine Unterart des Braunbären.

## Merkmale
Der Sibirische Braunbär ist etwas kleiner als der Kamtschatka-Bär, aber größer als der Europäische Braunbär. Seine Felllänge liegt bei 220–240 cm. Selten werden 280 cm erreicht. Sein Fell ist lang, dick und weich mit einer typischerweise dunkelbraunen Farbe. Bei einigen Exemplaren fällt die Fellfarbe hellbraun, zimtfarben oder schwarz aus. Manche sibirischen Braunbären besitzen einen weißen Kragen.

## Lebensraum
Sibirische Braunbären sind in Eurasien beheimatet. Ihr Verbreitungsgebiet ist das mongolische Altai-Gebirge, Ostkasachstan, Nordchina und die sibirische Taiga.

## Ernährung
Sibirische Braunbären gehören zu den Allesfressern. Sie ernähren sich von Tieren und Pflanzen. Hauptsächlich stehen auf ihrem Speiseplan Nüsse, Samen, Wurzeln, Früchte und Knollen. Auch kleine Säugetiere, Fische und Aas werden gefressen. Bekannt ist auch, dass Sibirische Braunbären ebenso Elche und Karibus erlegen.

## Fortpflanzung
Während der Winterruhe bringen weibliche Sibirische Braunbären 2–3 Jungtiere auf die Welt. Bei der Geburt besitzen die Jungen kein Fell. Sie sind auf den Schutz und die Wärme ihrer Mutter angewiesen. Mit zwei Jahren werden die Jungen selbstständig und verlassen die Mutter.

## Status
Sibirische Braunbären haben in freier Wildbahn eine Lebenserwartung von etwa 20–30 Jahren. Jedoch stehen sie auf der Liste der vom Aussterben bedrohten Tierarten. Etwa 5.000 Braunbären dieser Unterart soll es im Altai-Gebirge geben. In Ostsibirien sollen es etwa 16.000 sein.